# Laura Põldvere

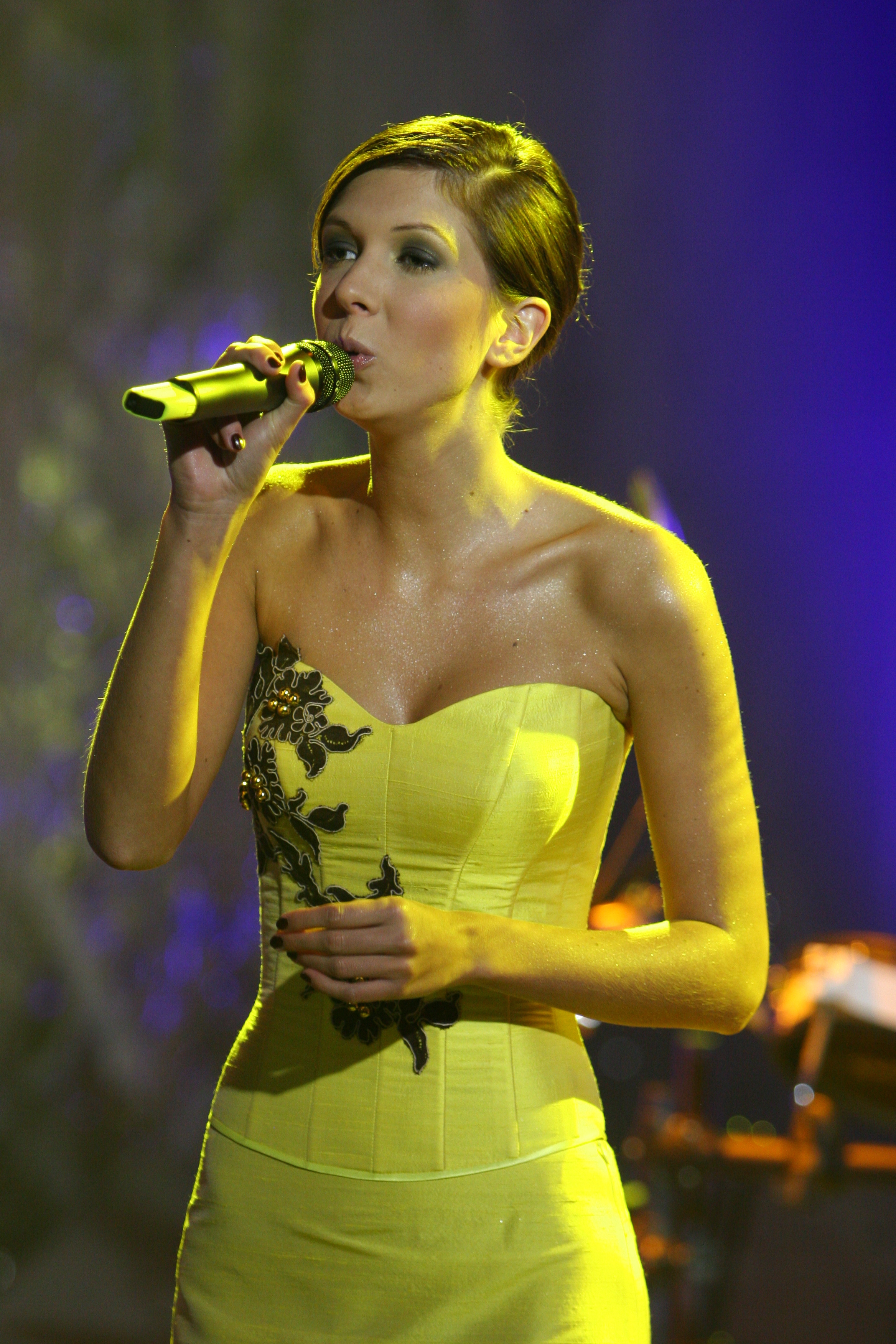
Laura Põldvere beim Eurolaul 2007

Laura Põldvere, auch bekannt als Laura (2013–2016 als Laura Remmel; * 30. August 1988 in Tallinn, Estnische SSR, Sowjetunion) ist eine estnische Sängerin, die im Jahre 2005 mit der Band Suntribe für Estland beim Eurovision Song Contest 2005 antrat. 
Põldvere war in den Jahren 2013–2016 als Laura Remmel verheiratet mit dem Pianisten Joel-Rasmus Remmel.

## Karriere
Põldveres Karriere begann im Jahr 2005, als sie beim Eurolaul 2005 mit dem Titel Moonwalk antrat. Sie erreichte den zweiten Platz und wurde Frontfrau der Girlgroup Suntribe. Auch beim Eurolaul 2007 trat sie mit dem Song Sunflowers an, mit dem sie es auf den dritten Platz schaffte. Im September 2007 veröffentlichte sie ihr Debütalbum Muusa. 2009 nahm sie nochmals beim estnischen Vorentscheid teil, diesmal mit dem Titel Destiny, mit dem sie Platz drei belegte. 2016 kehrte sie zum Eesti Laul zurück und erreichte mit dem Titel Supersonic abermals den zweiten Platz. Am 4. März 2017 konnte sie sich zusammen mit Koit Toome beim Finale des Eesti Laul durchsetzen und vertrat daher Estland mit dem Lied Verona beim Eurovision Song Contest 2017 in Kiew. Nach der Teilnahme im zweiten Halbfinale konnten sie sich allerdings nicht für das Finale qualifizieren. 2020 nahm sie erneut am Eesti Laul teil und wurde mit dem Lied Break Me Elfte. Ein Jahr später nahm sie am finnischen Vorentscheid zum Eurovision Song Contest, Uuden Musiikin Kilpailu 2021, teil. Dort erreichte sie mit dem Titel Play den siebten Platz.

## Diskografie

### Alben
- 2007: Muusa
- 2009: Ultra
- 2011: Sädemeid taevast (Greatest Hit Singles Compilation)
- 2018: Crazy enough
- 2019: 9 Elu

### Singles
- 2005: Moonwalk
- 2006: Koos
- 2007: Sunflowers
- 2007: Muusa
- 2008: 581 C
- 2008: Lihtsad asjad
- 2009: Destiny
- 2009: Pühakud
- 2009: Ultra
- 2010: Südasuve rohtunud teed
- 2010: Võid kindel olla
- 2011: Kustuta Kuuvalgus
- 2011: 2020
- 2017: Verona (mit Koit Toome)